# Pontederia

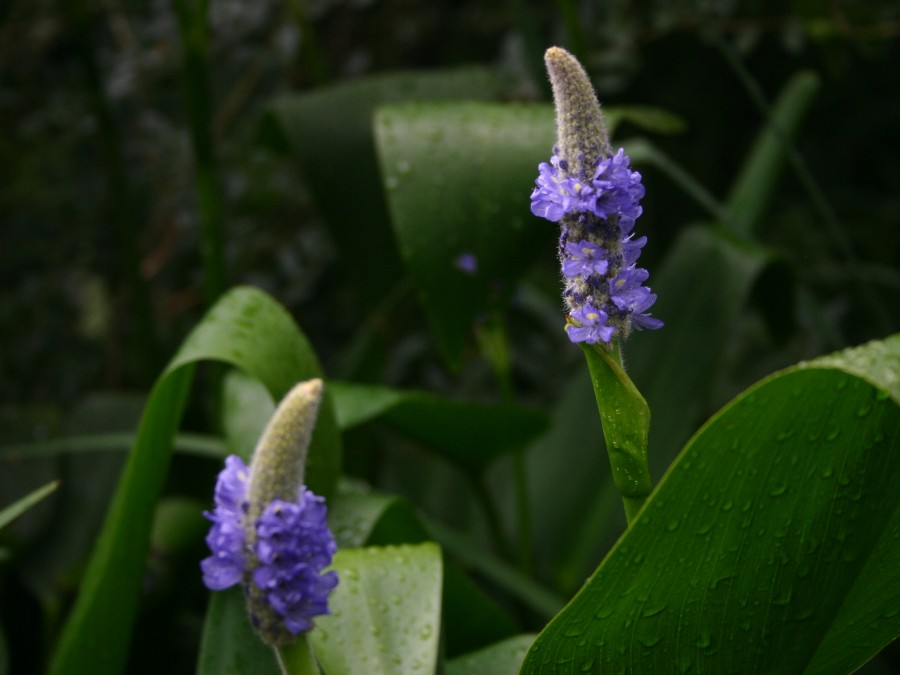
Pontederia cordata L.

Pontederia L. es un género de planta acuáticas tristílicas. Pontederia es endémica de América, distribuida de Canadá a Argentina; se la halla parcialmente sumergida en charcas o en fangales. 

## Etimología
El genial Linnaeus nombró este género en honor al botánico italiano Giulio Pontedera.

## Descripción
Las plantas de Pontederia tienen grandes hojas cerosas, tallos suculentos y gruesas y fibrosas raíces. Presentan rizomas que les permiten la rápida colonización por medio de reproducción vegetativa. Las especies son perennes, dan una gran espiga de flores en verano. Hay una especie de abeja (Dufourea novae-angliae) que visita exclusivamente a Pontederia cordata. Los patos se alimentan de sus frutos.
Pontederia cordata,  y también otro miembro de la familia, Eichhornia crassipes, se han convertido en invasoras en muchas partes tropicales y templadas del globo, pero a su vez, resultan eficientes filtros biológicos de aguas contaminadas. en depuradores.

## Especies dePontederia
- Pontederia cordata L., Sp. Pl.: 288 (1753).
- Pontederia parviflora Alexander in N.L.Britton & al. (eds.), N. Amer. Fl. 19: 59 (1937).
- Pontederia rotundifolia L.f., Suppl. Pl.: 192 (1782).
- Pontederia sagittata C.Presl, Reliq. Haenk. 1: 116 (1827).
- Pontederia subovata (Seub.) Lowden, Rhodora 75: 478 (1973).
- Pontederia triflora (Seub.) G.Agostini, D.Velázquez & J.Velásquez, Ernstia 27: 9 (1984).